# Eduard Totleben

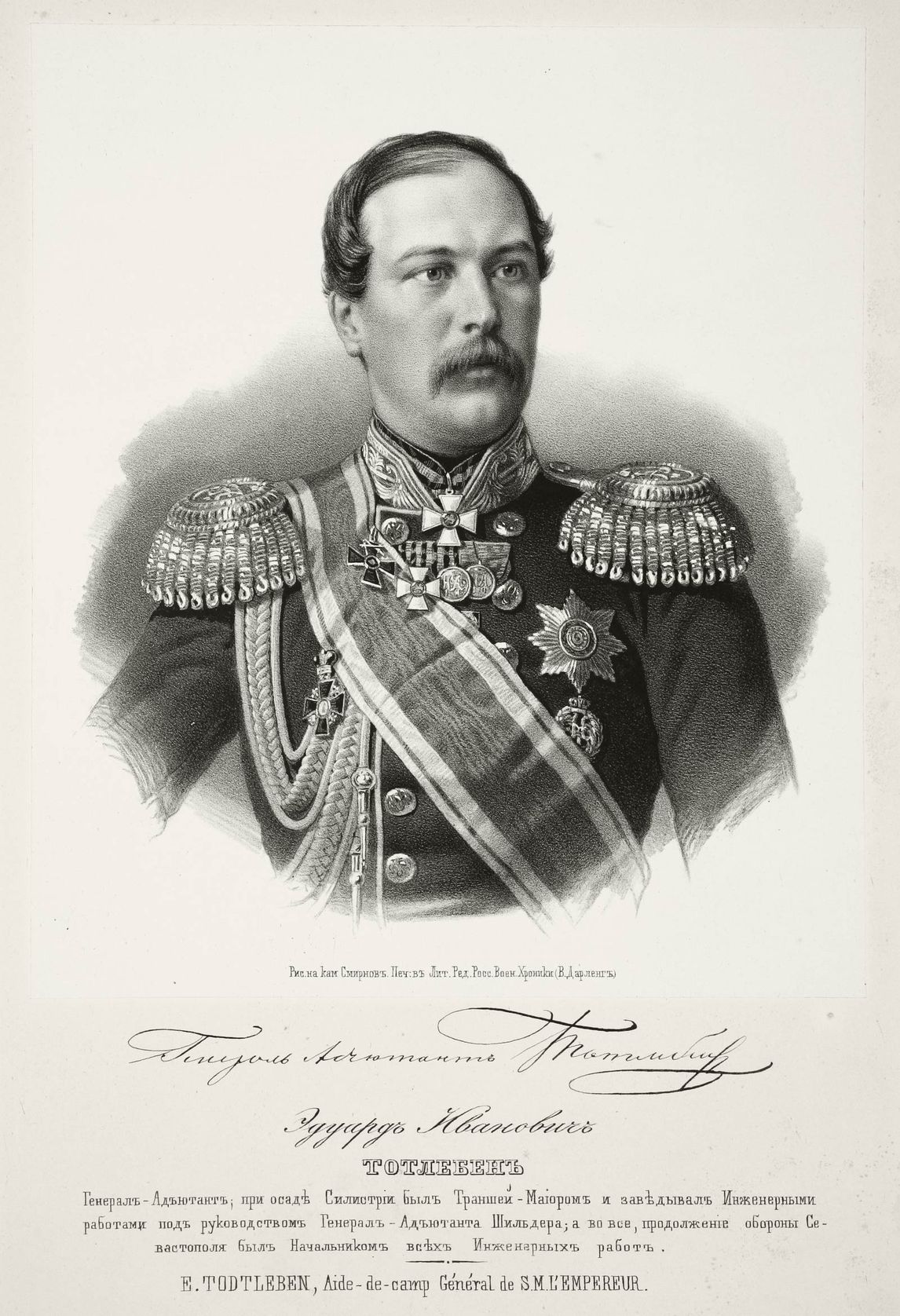
General Eduard Iwanowitsch Totleben

Graf (Franz) Eduard Iwanowitsch von Totleben (Todleben) (russisch Эдуард Иванович Тотлебен, wiss. Transliteration Ėduard Ivanovič Totleben; * 8. Maijul. / 20. Mai 1818greg. in Mitau, Gouvernement Kurland, Russisches Kaiserreich; † 1. Juli 1884 in Bad Soden) war ein deutsch-baltischer General der russischen Armee. Er wurde vor allem durch seine Errungenschaften auf dem Gebiet des Festungsbaus und des Pionierwesens bekannt.

## Leben

### Herkunft
Nach den Angaben des renommierten Russischen biographischen Wörterbuchs von Polowzow entstammt die Familie einem Zweig des alten thüringischen Geschlechts Totleben. Adam Heinrich Totleben (1714–1773) aus Thüringen ließ sich in Insterburg, Ostpreußen als Stadtbürger nieder. Sein Sohn Theodor Friedrich von Totleben (1749–1804) wurde Kaufmann in Zabeln in Kurland und damit Begründer des baltischen Zweigs der Familie. Der russische General Gottlob Curt Heinrich Graf von Tottleben (1715–1773) gehört nicht zum baltischen Zweig der Familie.

### Militärkarriere
Totleben wurde zunächst auf der Kadettenschule in Riga, dann von 1832 bis 1836 auf der Ingenieurschule in St. Petersburg ausgebildet. Im Jahr 1837 trat er als Unterleutnant in das Geniekorps ein und kämpfte von 1847 bis 1850 im Kaukasus. Er nahm als Stabshauptmann an den Belagerungen der Tschetschenen-Festungen Salti und Tschoch teil und war dann während des Krimkriegs ab 1854 als Oberstleutnant an der Seite des Generals Karl Andrejewitsch Schilder bei der Belagerung von Silistra tätig.
Große Bekanntheit unter den europäischen Militärs erreichte er nach der schnellen Errichtung von Verteidigungswerken auf der Südseite von Sewastopol, welche allein die lange Verteidigung der Festung ermöglichten. In den Anfangsstadien der Belagerung von Sewastopol waren die Befestigungsanlagen kaum mehr als hastig errichtete Erdwälle, verstärkt durch Flechtwerk, Faschinen und Gabionen. Unter Leitung des Ingenieurs Totleben wurden in den Wintermonaten 1854/55 Wallanlagen und Schützengräben auf einem raffinierteren Niveau als je zuvor in der Geschichte der Belagerungskriegsführung errichtet. Die Bastionen ließ Totleben durch Kasematten verstärken: mehrere Meter unter der Erdoberfläche eingebunkerte Geschützstellungen, bedeckt mit dicken Schiffsbalken und Erde, wodurch sie dem schwersten Beschuss standhielten. Im Innern der am stärksten befestigten Bastionen, des Malachow und des Redan, befand sich ein Labyrinth aus Bunkern und anderen Räumlichkeiten, und jede verfügte über eine kleine Kapelle und ein Lazarett.
Während der Wintermonate hatte die Belagerung eine ruhige Phase durchgemacht, denn sowohl die russische Armee als auch die alliierten Truppen konzentrierten sich weniger auf die Kämpfe als darauf, ihre Befestigungen zu verstärken. Doch ab Ende Februar 1855 begann der fast ständige Beschuss durch französische Kanonen, so dass ein komplexes Bollwerk mit einer Lünette, die Mamelon bezeichnet wird, unter diesem Beschuss errichtet werden musste. Sie sollte eine bessere Verteidigung des Fort Malachow ermöglichen. Vor dem Redan wurden Steinbruchgruben errichtet. Doch Anfang Juni 1855 konnten die französischen Streitkräfte den Mamelon unter ihre Kontrolle bringen.
Am 20. Juni 1855 wurde Totleben am Fuß verwundet und musste seine Arbeit einstellen. Daraufhin wurde er zum Generalleutnant und Generaladjutanten des Zaren sowie 1860 zum Direktor des Ingenieurdepartements im Kriegsministerium ernannt. 1855 wurde er Ehrenmitglied der Russischen Akademie der Wissenschaften in St. Petersburg. In dieser Zeit setzte er sich beim Zaren für Dostojewski ein, der ihn angeschrieben hatte, zunächst um aus der Verbannung aus dem kasachischen Semipalatinsk wieder in den europäischen Teil Russlands übersiedeln zu dürfen und später, um aus der Provinzstadt Twer wieder nach St. Petersburg zu kommen.
Weiterhin war er Adjutant des Großfürsten Nikolaus d. Ä. als Generalinspektor des Geniewesens. 1877 wurde er zunächst im September auf den Kriegsschauplatz nach Bulgarien berufen – Russisch-Osmanischer Krieg (1877–1878) – und mit der Oberleitung der Belagerungsarbeiten vor Plewen betraut. Nach dem durch ihn ermöglichten Fall der Stadt wurde Totleben in den Grafenstand erhoben: Er wurde als Graf am 3. März 1856 in die Matrikel der estländischen Ritterschaft, am 3. Mai 1857 der kurländischen Ritterschaft, im selben Jahr am 31. Dezember in die livländische Ritterschaft und am 5. März 1858 in die Oeselsche Ritterschaft aufgenommen. Später wurde er mit der Zernierung der bulgarischen Festungen und im April 1878 mit dem Oberbefehl in der Türkei beauftragt. Im Jahre 1879 wurde Totleben zum Generalgouverneur von Odessa und ein Jahr später von Vilnius. Nach schwerer Krankheit verstarb er 1884 in Bad Soden. Mit seinem Sohn Graf Nikolai Georg Eduard von Totleben (1874–1945), Gutsbesitzer und russischer Generalmajor erlosch der baltische Zweig der Familie von Totleben im Mannesstamm.

## Ehrungen

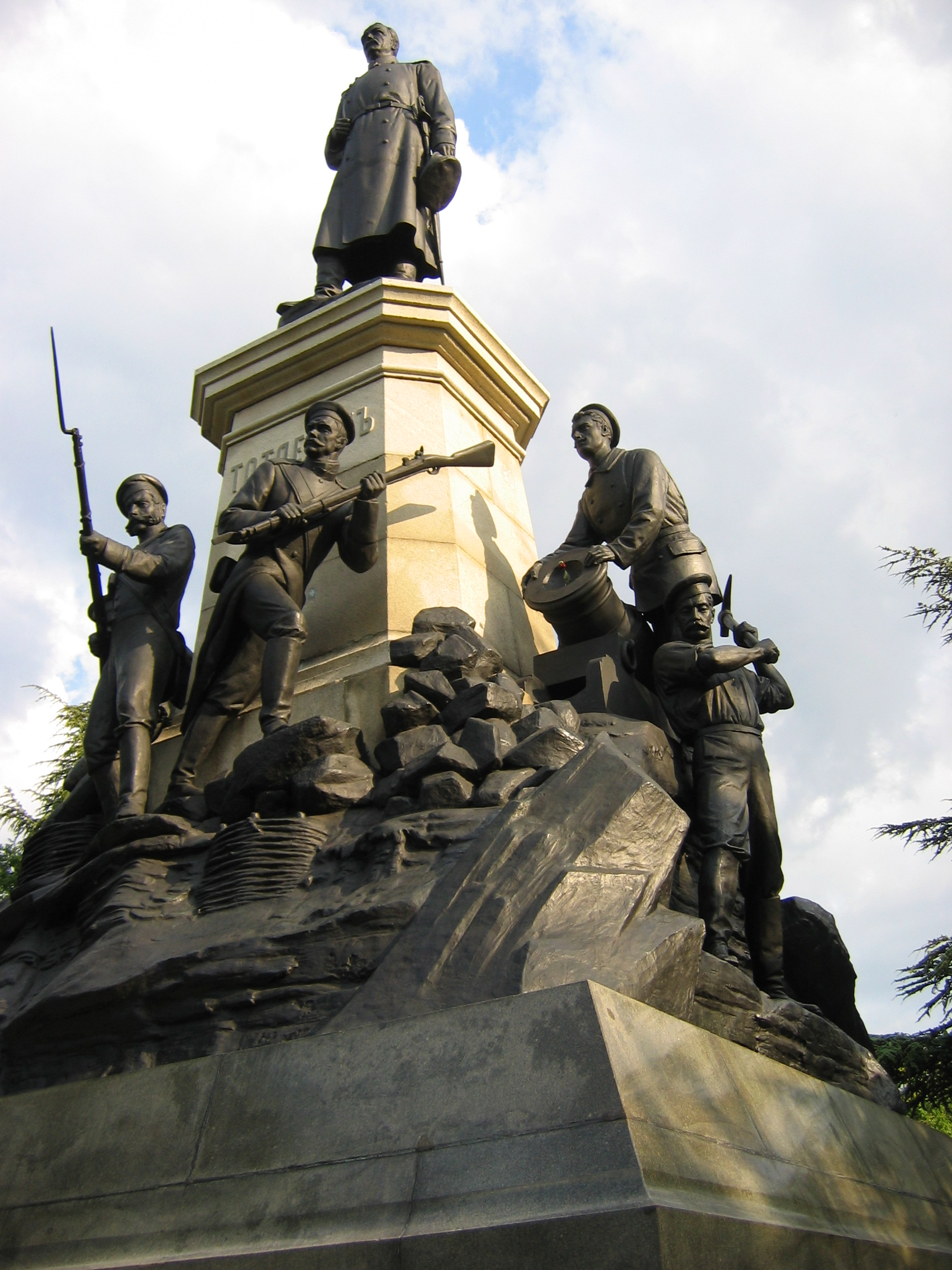
Totleben-Denkmal (A. A. von Bilderling, I. N. Schröder, 1909; restauriert: L. M. Pissarewski, 1946), Sewastopol

- Am 17. Juni 1858 ernannte König Wilhelm III. der Niederlande ihn zum Komtur im exklusiven Militär-Wilhelms-Orden.
- Den Namen des Grafen Totleben trägt bis heute die Gemeinde Totleben in der Region Plewen in Bulgarien. Auch eine Prachtstraße im Zentrum der Hauptstadt Sofia trägt seinen Namen Бул.Тотлебен
- In der Stadt Sewastopol befindet sich auf dem Historischen Boulevard ein monumentales Bronzedenkmal für Totleben.
- Das ehemalige Fort Totleben auf einer künstlichen Insel vor Sankt Petersburg ist nach ihm benannt.[5]

## Werke
- Verteidigung von Sewastopol. 2 Bände in 3, St. Petersburg, 1863–78; deutsch von Lehmann Digitalisat Band 1 (1865), 2 (1872)